# Весела вдова (фільм, 1925)
«Весела вдова» (англ. The Merry Widow) — американська мелодрама режисера Еріха фон Штрогейма 1925 року.

## Сюжет
Принц Данило закохується в танцівницю на ім'я Саллі О'Хара. Але його дядько, король Микита I з роду Монтебланко, навіть і чути не хоче про шлюб з простолюдинкою…

## У ролях
- Мей Мюррей — Саллі О'Хара
- Джон Гілберт — принц Данило Петрович
- Рой Д'Арсі — наслідний принц Мірко
- Жозефін Кроуелл — королева Мілена
- Джордж Фосетт — король Микита I
- Таллі Маршалл — барон Сікст Садоя
- Едвард Коннеллі — барон Попофф